# Xylopia nitida
Xylopia nitida este o specie de plante angiosperme din genul Xylopia, familia Annonaceae, descrisă de Suzanne Ast. Conține o singură subspecie: X. n. nervosa.